# Tropeti
Tropeti est une localité de Croatie située dans la municipalité de Čabar, dans le comitat de Primorje-Gorski Kotar. En 2001, la localité comptait 13 habitants.

## Démographie
| 1948 | 1953 | 1961 | 1971 | 1981 | 1991 | 2001 |
| ---- | ---- | ---- | ---- | ---- | ---- | ---- |
| 64   | 65   | 54   | 62   | 22   | 19   | 13   |